# 李湛然
李湛然（?—?），唐朝宗室，唐高祖的玄孙，滕王李元婴的曾孙，嗣滕王李涉的儿子。
唐玄宗天宝天宝年间，李涉去世，李湛然嗣爵。天宝十一载（752年），封滕王。天宝十五载（756年），安史之乱爆发，他跟随唐玄宗至蜀郡，被擢升为左金吾卫将军。唐德宗贞元四年（788年），唐朝与回纥和亲，唐德宗女以咸安公主下嫁回纥长寿天亲可汗，以殿中监、嗣滕王李湛然为咸安公主婚礼使，关播检校右仆射、送咸安公主及册回纥可汗使。贞元五年（789年）七月，唐德宗以嗣滕王李湛然为太子宾客、入回纥使。